# Birkózás az 1948. évi nyári olimpiai játékokon
Az 1948. évi nyári olimpiai játékokon a birkózás tizenhat versenyszámból állt. Kötöttfogásban és szabadfogásban egyaránt nyolc-nyolc olimpiai bajnokot avattak.

## Éremtáblázat
(A táblázatban Magyarország eltérő háttérszínnel, az egyes számoszlopok legmagasabb értéke, vagy értékei vastagítással kiemelve.)
| Az 1948. évi nyári olimpiai játékok éremtáblázata birkózásban | Az 1948. évi nyári olimpiai játékok éremtáblázata birkózásban | Az 1948. évi nyári olimpiai játékok éremtáblázata birkózásban | Az 1948. évi nyári olimpiai játékok éremtáblázata birkózásban | Az 1948. évi nyári olimpiai játékok éremtáblázata birkózásban | Olimpia  |
| ------------------------------------------------------------- | ------------------------------------------------------------- | ------------------------------------------------------------- | ------------------------------------------------------------- | ------------------------------------------------------------- | -------- |
|                                                               | Ország                                                        | Arany                                                         | Ezüst                                                         | Bronz                                                         | Összesen |
| 1.                                                            | Törökország (TUR)                                             | 6                                                             | 4                                                             | 1                                                             | 11       |
| 2.                                                            | Svédország (SWE)                                              | 5                                                             | 5                                                             | 3                                                             | 13       |
| 3.                                                            | Egyesült Államok (USA)                                        | 2                                                             | 1                                                             | 1                                                             | 4        |
| 4.                                                            | Magyarország (HUN)                                            | 1                                                             | 1                                                             | 2                                                             | 4        |
| 5.                                                            | Finnország (FIN)                                              | 1                                                             | 1                                                             | 1                                                             | 3        |
| 6.                                                            | Olaszország (ITA)                                             | 1                                                             | 0                                                             | 2                                                             | 3        |
| 7.                                                            | Svájc (SUI)                                                   | 0                                                             | 1                                                             | 2                                                             | 3        |
| 8.                                                            | Ausztrália (AUS)                                              | 0                                                             | 1                                                             | 1                                                             | 2        |
| 8.                                                            | Egyiptom (EGY)                                                | 0                                                             | 1                                                             | 1                                                             | 2        |
| 10.                                                           | Dánia (DEN)                                                   | 0                                                             | 0                                                             | 1                                                             | 1        |
| 10.                                                           | Franciaország (FRA)                                           | 0                                                             | 0                                                             | 1                                                             | 1        |
|                                                               |                                                               |                                                               |                                                               |                                                               |          |
| Összesen                                                      | Összesen                                                      | 16                                                            | 16                                                            | 16                                                            | 48       |

## Szabadfogású birkózás

### Éremtáblázat
| Az 1948. évi nyári olimpiai játékok éremtáblázata szabadfogású birkózásban | Az 1948. évi nyári olimpiai játékok éremtáblázata szabadfogású birkózásban | Az 1948. évi nyári olimpiai játékok éremtáblázata szabadfogású birkózásban | Az 1948. évi nyári olimpiai játékok éremtáblázata szabadfogású birkózásban | Az 1948. évi nyári olimpiai játékok éremtáblázata szabadfogású birkózásban | Olimpia  |
| -------------------------------------------------------------------------- | -------------------------------------------------------------------------- | -------------------------------------------------------------------------- | -------------------------------------------------------------------------- | -------------------------------------------------------------------------- | -------- |
|                                                                            | Ország                                                                     | Arany                                                                      | Ezüst                                                                      | Bronz                                                                      | Összesen |
| 1.                                                                         | Törökország (TUR)                                                          | 4                                                                          | 2                                                                          | 0                                                                          | 6        |
| 2.                                                                         | Egyesült Államok (USA)                                                     | 2                                                                          | 1                                                                          | 1                                                                          | 4        |
| 3.                                                                         | Finnország (FIN)                                                           | 1                                                                          | 0                                                                          | 0                                                                          | 1        |
| 3.                                                                         | Magyarország (HUN)                                                         | 1                                                                          | 0                                                                          | 0                                                                          | 1        |
| 5.                                                                         | Svédország (SWE)                                                           | 0                                                                          | 3                                                                          | 3                                                                          | 6        |
| 6.                                                                         | Svájc (SUI)                                                                | 0                                                                          | 1                                                                          | 2                                                                          | 3        |
| 7.                                                                         | Ausztrália (AUS)                                                           | 0                                                                          | 1                                                                          | 1                                                                          | 2        |
| 8.                                                                         | Franciaország (FRA)                                                        | 0                                                                          | 0                                                                          | 1                                                                          | 1        |
|                                                                            |                                                                            |                                                                            |                                                                            |                                                                            |          |
| Összesen                                                                   | Összesen                                                                   | 8                                                                          | 8                                                                          | 8                                                                          | 24       |

### A szabadfogású birkózás érmesei
| Az 1948. évi nyári olimpiai játékok érmesei szabadfogású birkózásban |                                           |                                        |                                         |
| Versenyszám                                                          | Arany                                     | Ezüst                                  | Bronz                                   |
| lepkesúly (52 kg-ig)                                                 | Lenni Viitala · Finnország (FIN)          | Halit Balamir · Törökország (TUR)      | Thure Johansson · Svédország (SWE)      |
| légsúly (57 kg-ig)                                                   | Nasuh Akar · Törökország (TUR)            | Gerald Leeman · Egyesült Államok (USA) | Charles Kouyos · Franciaország (FRA)    |
| pehelysúly (62 kg-ig)                                                | Gazanfer Bilge · Törökország (TUR)        | Ivar Sjölin · Svédország (SWE)         | Adolf Müller · Svájc (SUI)              |
| könnyűsúly (67 kg-ig)                                                | Celal Atik · Törökország (TUR)            | Gösta Frändfors · Svédország (SWE)     | Hermann Baumann · Svájc (SUI)           |
| váltósúly (73 kg-ig)                                                 | Yaşar Doğu · Törökország (TUR)            | Richard Garrard · Ausztrália (AUS)     | Leland Merrill · Egyesült Államok (USA) |
| középsúly (79 kg-ig)                                                 | Glen Brand · Egyesült Államok (USA)       | Adil Candemir · Törökország (TUR)      | Erik Lindén · Svédország (SWE)          |
| félnehézsúly (87 kg-ig)                                              | Henry Wittenberg · Egyesült Államok (USA) | Fritz Stöckli · Svájc (SUI)            | Bengt Fahlkvist · Svédország (SWE)      |
| nehézsúly (87 kg-tól)                                                | Bóbis Gyula · Magyarország (HUN)          | Bertil Antonsson · Svédország (SWE)    | Joseph Armstrong · Ausztrália (AUS)     |

## Kötöttfogású birkózás

### Éremtáblázat
| Az 1948. évi nyári olimpiai játékok éremtáblázata kötöttfogású birkózásban | Az 1948. évi nyári olimpiai játékok éremtáblázata kötöttfogású birkózásban | Az 1948. évi nyári olimpiai játékok éremtáblázata kötöttfogású birkózásban | Az 1948. évi nyári olimpiai játékok éremtáblázata kötöttfogású birkózásban | Az 1948. évi nyári olimpiai játékok éremtáblázata kötöttfogású birkózásban | Olimpia  |
| -------------------------------------------------------------------------- | -------------------------------------------------------------------------- | -------------------------------------------------------------------------- | -------------------------------------------------------------------------- | -------------------------------------------------------------------------- | -------- |
|                                                                            | Ország                                                                     | Arany                                                                      | Ezüst                                                                      | Bronz                                                                      | Összesen |
| 1.                                                                         | Svédország (SWE)                                                           | 5                                                                          | 2                                                                          | 0                                                                          | 7        |
| 2.                                                                         | Törökország (TUR)                                                          | 2                                                                          | 2                                                                          | 1                                                                          | 5        |
| 3.                                                                         | Olaszország (ITA)                                                          | 1                                                                          | 0                                                                          | 2                                                                          | 3        |
| 4.                                                                         | Magyarország (HUN)                                                         | 0                                                                          | 1                                                                          | 2                                                                          | 3        |
| 5.                                                                         | Egyiptom (EGY)                                                             | 0                                                                          | 1                                                                          | 1                                                                          | 2        |
| 5.                                                                         | Finnország (FIN)                                                           | 0                                                                          | 1                                                                          | 1                                                                          | 2        |
| 7.                                                                         | Norvégia (NOR)                                                             | 0                                                                          | 1                                                                          | 0                                                                          | 1        |
| 8.                                                                         | Dánia (DEN)                                                                | 0                                                                          | 0                                                                          | 1                                                                          | 1        |
|                                                                            |                                                                            |                                                                            |                                                                            |                                                                            |          |
| Összesen                                                                   | Összesen                                                                   | 8                                                                          | 8                                                                          | 8                                                                          | 24       |

### A kötöttfogású birkózás érmesei
| Az 1948. évi nyári olimpiai játékok érmesei kötöttfogású birkózásban |                                      |                                      |                                      |
| Versenyszám                                                          | Arany                                | Ezüst                                | Bronz                                |
| lepkesúly (52 kg-ig)                                                 | Pietro Lombardi · Olaszország (ITA)  | Kenan Olcay · Törökország (TUR)      | Reino Kangasmäki · Finnország (FIN)  |
| légsúly (57 kg-ig)                                                   | Kurt Pettersén · Svédország (SWE)    | Ali Mahmoud Hassan · Egyiptom (EGY)  | Halil Kaya · Törökország (TUR)       |
| pehelysúly (62 kg-ig)                                                | Mehmet Oktav · Törökország (TUR)     | Olle Anderberg · Svédország (SWE)    | Tóth Ferenc · Magyarország (HUN)     |
| könnyűsúly (67 kg-ig)                                                | Gustav Freij · Svédország (SWE)      | Aage Eriksen · Norvégia (NOR)        | Ferencz Károly · Magyarország (HUN)  |
| váltósúly (73 kg-ig)                                                 | Gösta Andersson · Svédország (SWE)   | Szilvásy Miklós · Magyarország (HUN) | Henrik Hansen · Dánia (DEN)          |
| középsúly (79 kg-ig)                                                 | Axel Grönberg · Svédország (SWE)     | Muhlis Tayfur · Törökország (TUR)    | Ercole Gallegati · Olaszország (ITA) |
| félnehézsúly (87 kg-ig)                                              | Karl-Erik Nilsson · Svédország (SWE) | Kelpo Gröndahl · Finnország (FIN)    | Ibrahim Orabi · Egyiptom (EGY)       |
| nehézsúly (87 kg-tól)                                                | Ahmet Kireççi · Törökország (TUR)    | Tor Nilsson · Svédország (SWE)       | Guido Fantoni · Olaszország (ITA)    |

## Magyar részvétel
Az olimpián tizenegy birkózó képviselte Magyarországot. Szabadfogásban öt, kötöttfogásban nyolc magyar induló volt. Bencze Lajos és Tóth Ferenc mindkét fogásnemben versenyzett. A magyar birkózók összesen 
- egy első,
- egy második,
- két harmadik,
- két negyedik,
- négy ötödik és
- egy hatodik

helyezést értek el, és ezzel harmincöt – szabadfogásban tizennégy, kötöttfogásban huszonegy – olimpiai pontot szereztek. Az egyes fogásnemekben és súlycsoportokban a következő magyar birkózók indultak (pontszerző helyen végzettek esetén zárójelben az elért helyezés):
| Magyar birkózók az 1948. évi nyári olimpiai játékokon |                    |                      |
| Súlycsoport                                           | Szabadfogás        | Kötöttfogás          |
| lepkesúly (52 kg-ig)                                  |                    | Szilágyi Gyula (5.)  |
| légsúly (57 kg-ig)                                    | Bencze Lajos (5.)  | Bencze Lajos (6.)    |
| pehelysúly (62 kg-ig)                                 | Tóth Ferenc (4.)   | Tóth Ferenc (3.)     |
| könnyűsúly (67 kg-ig)                                 | Bakos László       | Ferencz Károly (3.)  |
| váltósúly (73 kg-ig)                                  | Sóvári Kálmán (5.) | Szilvásy Miklós (2.) |
| középsúly (79 kg-ig)                                  |                    | Németi Gyula         |
| félnehézsúly (87 kg-ig)                               |                    | Kovács Gyula (4.)    |
| nehézsúly (87 kg-tól)                                 | Bóbis Gyula (1.)   | Tarányi József (5.)  |